# The Rock Symphony Orchestra
The Rock Symphony Orchestra — український музичний проєкт, що поєднує елементи важкого року та класичної музики. До складу колективу входять симфонічний оркестр, рок-бенд, академічний хор, оперні діви та вокалісти. Проєкт відомий оригінальними аранжуваннями відомих рок-композицій у симфонічному звучанні та масштабними концертними постановками.

## Історія
The Rock Symphony Orchestra був заснований у 2014 році в Києві продюсерами Ігорем Волошиним та Оленою Волошиною. Ідея проєкту полягала в поєднанні класичного оркестрового звучання з енергією рок-музики.
Прем'єра проєкту відбулася 14 лютого 2015 року у Палаці «Україна» в Києві. З моменту заснування Палац «Україна» є головним концертним майданчиком проєкту, де регулярно проходять прем’єри та масштабні шоу-програми.
З перших років існування колектив активно гастролює містами України, а згодом — і за її межами, представляючи шоу на найбільших сценах Європи.

## Склад
Склад The Rock Symphony Orchestra змінюється залежно від концертної програми та може включати від 60 до 180 артистів одночасно на сцені.
До основного складу входять:
- Симфонічний оркестр (до 60 музикантів)
- Рок-гурт (дві соло-гітари, бас-гітара, барабани та клавішні)
- Академічний хор
- Вокалісти, зокрема оперні діви з колоратурне сопрано|колоратурним сопрано
- Диригент

## Програми
Проєкт реалізує низку концертних програм, у яких поєднуються симфонічне звучання, рок-аранжування та вокальна майстерність:
- The Rock Symphony Orchestra Original — програма, що включає відомі рок-хіти у виконанні симфонічного оркестру, рок-гурту, академічного хору, диригента та солісток-сопрано.

- The Greatest Musicals – Les meilleures chansons de Notre Dame de Paris Le Concert — концертна програма на основі всесвітньо відомого мюзиклу  Notre Dame de Paris у виконанні симфонічного оркестру, рок-гурту, хору, диригента та солістів.

- The Greatest Musicals – Rock MOZART Le Concert — програма, створена на основі мюзиклу  Mozart, l'opéra rock, у виконанні симфонічного оркестру, рок-гурту, хору, диригента та вокалістів.

- The Rock Symphony Orchestra: 7 Soloists — спеціальна програма, в якій рок-хіти звучать у виконанні оркестру, рок-гурту, хору, диригента та семи вокальних солістів.

## Турне
2015
Початок концертної діяльності з програмами The Rock Symphony Orchestra Original та The Greatest Musicals – Les meilleures chansons de Notre Dame de Paris Le Concert.
2016
13 концертів містами України з програмами The Rock Symphony Orchestra Original та The Greatest Musicals – Les meilleures chansons de Notre Dame de Paris Le Concert.
2017
Презентація нової програми The Greatest Musicals – Rock MOZART Le Concert.
10 концертів по Україні з програмами The Rock Symphony Orchestra Original та The Greatest Musicals – Les meilleures chansons de Notre Dame de Paris Le Concert.
Гастролі в Польщі з програмами The Greatest Musicals – Les meilleures chansons de Notre Dame de Paris Le Concert та The Greatest Musicals – Mozart, Rock MOZART Le Concert.
2018
19 концертів по містах України з програмами The Rock Symphony Orchestra Original та The Greatest Musicals – Les meilleures chansons de Notre Dame de Paris Le Concert.
2019
36 концертів в Україні з програмами The Rock Symphony Orchestra Original та The Greatest Musicals – Les meilleures chansons de Notre Dame de Paris Le Concert.
2020
Загалом проведено 24 концерти в Україні з програмами:
- The Rock Symphony Orchestra Original
- The Greatest Musicals – Les meilleures chansons de Notre Dame de Paris Le Concert
- The Greatest Musicals – Rock MOZART Le Concert

2021
32 концерти в Україні з програмами:
- The Rock Symphony Orchestra Original
- The Greatest Musicals – Les meilleures chansons de Notre Dame de Paris Le Concert
- The Greatest Musicals – Rock MOZART Le Concert

2022
Тимчасове припинення концертної діяльності у зв’язку з вторгненням Росії в Україну.
2023
Велике гастрольне турне містами Франції (понад 30 концертів), зокрема в Нансі, Страсбурзі, Діжоні, Шамбері, Греноблі, Ніцці, Монпельє, Ліможі, Пуатьє, Перпіньяні, Бордо, Нанті, Парижі, Меці, Кані та інших містах.
2024
19 концертів в Україні з програмами:
- The Rock Symphony Orchestra Original
- The Greatest Musicals – Les meilleures chansons de Notre Dame de Paris Le Concert
- The Greatest Musicals – Rock MOZART Le Concert
- The Rock Symphony Orchestra: 7 Soloists

2025
14 концертів в Україні з програмами:
- The Rock Symphony Orchestra Original
- The Greatest Musicals – Les meilleures chansons de Notre Dame de Paris Le Concert
- The Greatest Musicals – Rock MOZART Le Concert
- The Rock Symphony Orchestra: 7 Soloists

Масштабне європейське турне (близько 20 концертів), що охопило Францію, Польщу, Німеччину, Австрію, Болгарію та Молдову. У рамках туру була представлена програма The Rock Symphony Orchestra Original.

### Статті та публікації
- The Rock Symphony Orchestra : notre avis
- The ROCK SYMPHONY Orchestra – Le concert symphonique rock ultime – toutes les dates de tournée 2023
- Goosebumps in the City Hall: "The Rock Symphony Orchestra" Thrilled in Vienna
- Karten für "The ROCK SYMPHONY ORCHESTRA" zu gewinnen
- „Rock Symphony Orchestra” geigt in Wien auf
- The Rock Symphony Orchestra. Ce Band qui venait du froid…
- Chronique de concert: The Rock Symphony Orchestra
- Rock Symphony Orchestra: une fusion harmonieuse entre un orchestre symphonique et un groupe de rock
- Rock Symphony Orchestra, un évènement à ne pas manquer partout en France
- Rock symphonique : Évolution et influence sur la musique contemporaine
- Wenn Klassik auf Rock trifft

### Офіційні ресурси
- Офіційний сайт
- Instagram
- Facebook
- YouTube
- TikTok